# Hejlov
Hejlov (někdy též v minulosti „Hýlov“ nebo „Hýlow“) je vesnice, část obce Svrabov v okrese Tábor v Jihočeském kraji. V roce 2011 zde trvale žilo devět obyvatel.

## Historie
První písemná zmínka o vesnici pochází z roku 1542.

## Obyvatelstvo
| Rok            | 1869 | 1880 | 1890 | 1900 | 1910 | 1921 | 1930 | 1950 | 1961 | 1970 | 1980 | 1991 | 2001 | 2011 | 2021 |
| -------------- | ---- | ---- | ---- | ---- | ---- | ---- | ---- | ---- | ---- | ---- | ---- | ---- | ---- | ---- | ---- |
| Počet obyvatel | 40   | 49   | 47   | 32   | 59   | 47   | 32   | 27   | 30   | 32   | 21   | 19   | 8    | 9    | 6    |
| Počet domů     | 3    | 3    | 3    | 3    | 2    | 2    | 3    | 3    | 3    | 2    | 4    | 3    | 3    | 3    | 3    |

## Obecní správa
Při sčítání lidu v letech 1850–1879 Hejlov byl osadou obce Klokoty v okrese Tábor. V letech 1880–1929 byl osadou obce Náchod v okrese Tábor. V letech 1930–1975 byl osadou obce Svrabov v okrese Tábor. Od 1. ledna 1976 do 30. června 1980 byl částí obce Radkov v okrese Tábor. Od 1. července 1980 do 23. listopadu 1990 byl částí obce Dražice v okrese Tábor. Od 24. listopadu 1990 je opět částí obce Svrabov v okrese Tábor.

## Galerie

Hejlov
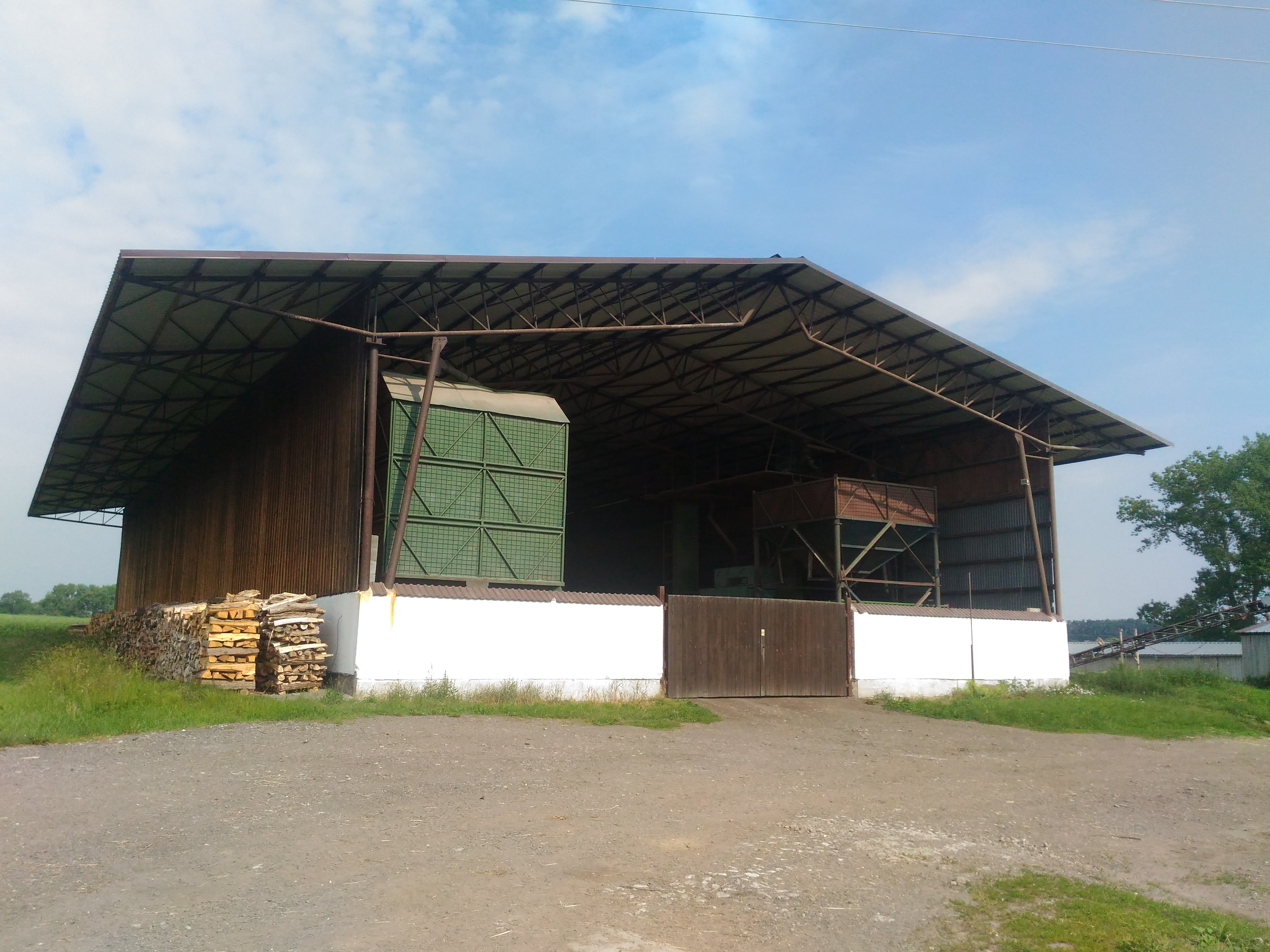
Travník
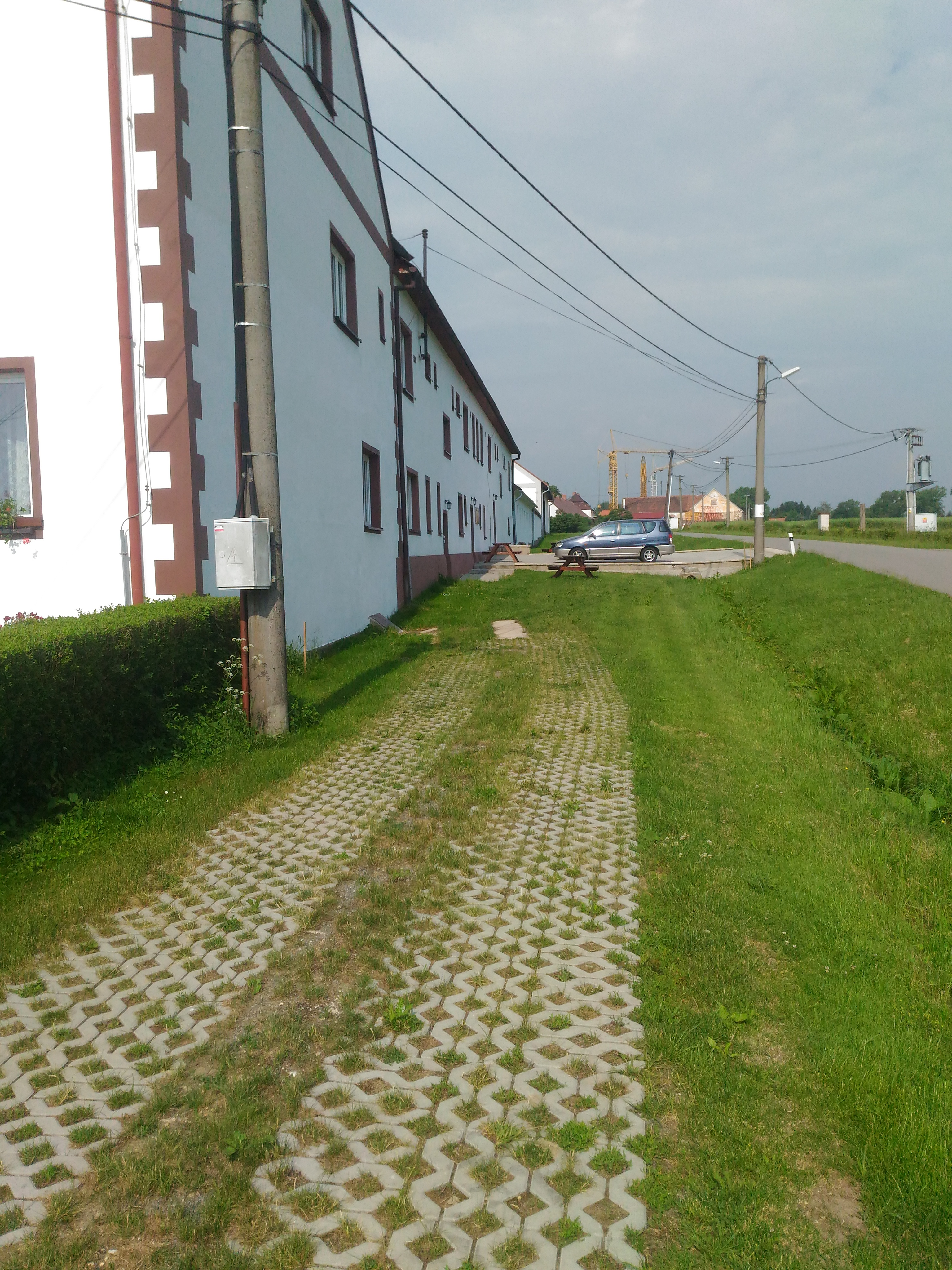
Domy
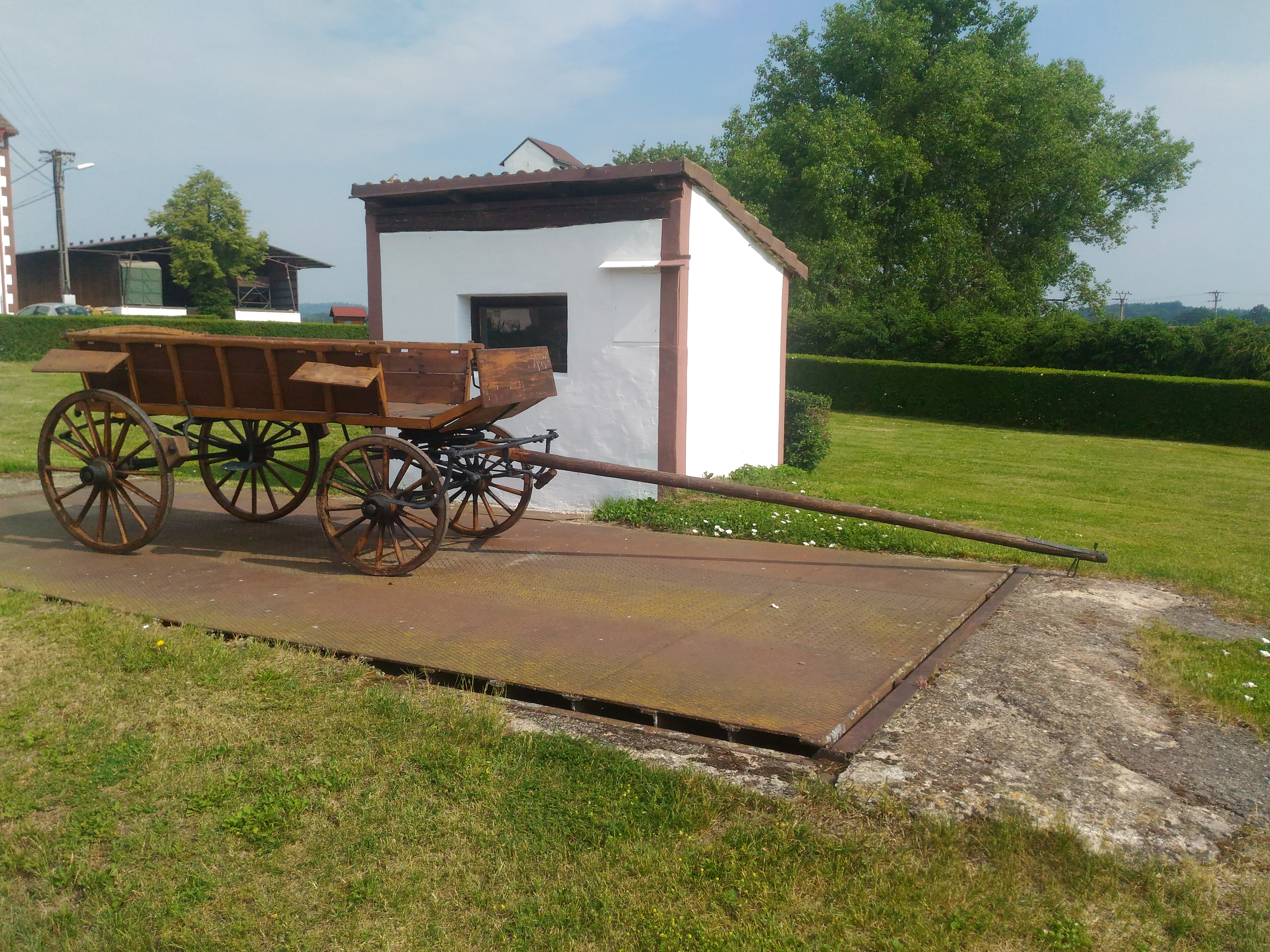
Povoz
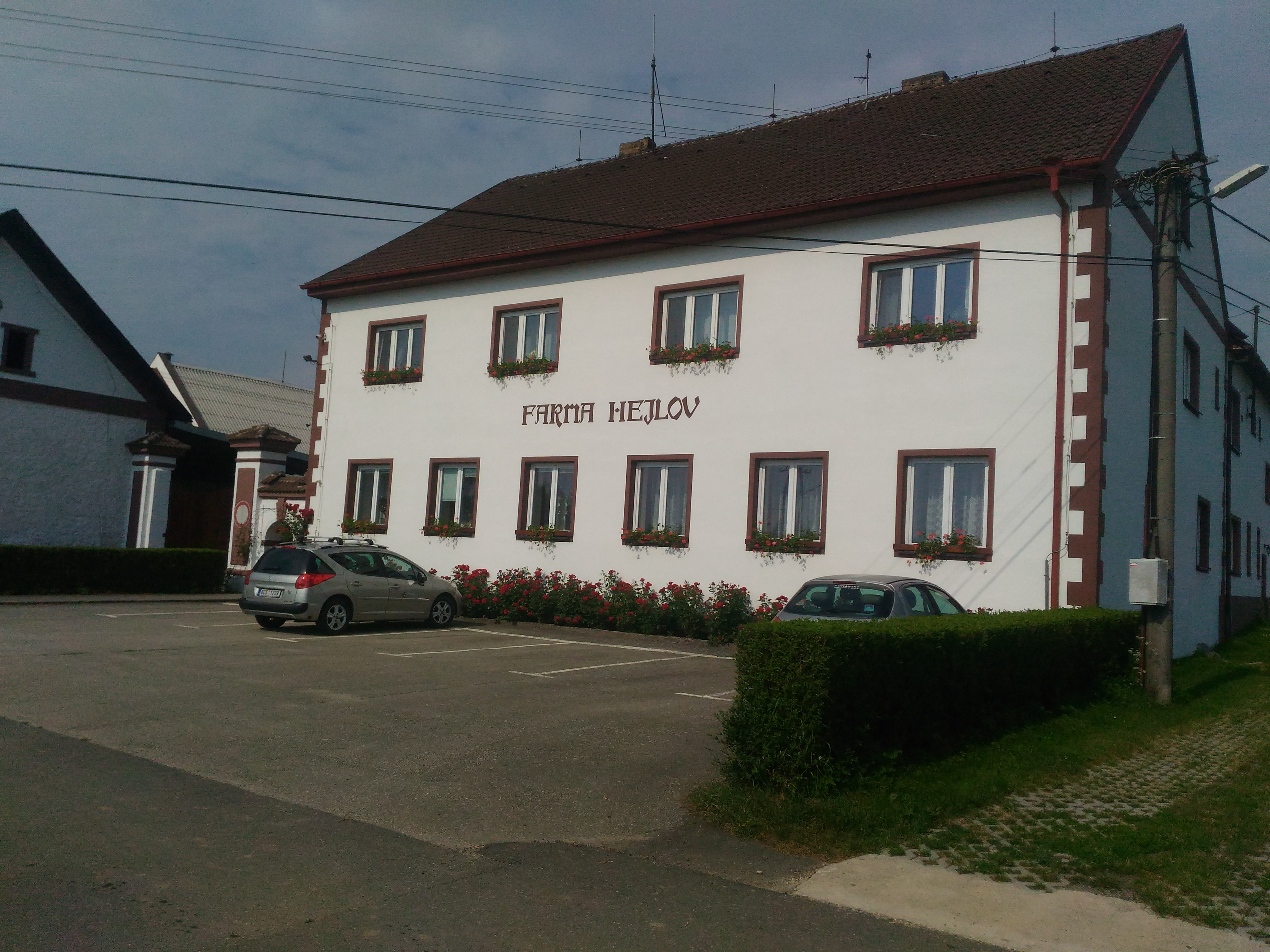
Farma